# Ahmed Mohamed
Pour les articles homonymes, voir Mohamed.
Ahmed Mohamed est un homme politique français et comorien, né le 2 juillet 1917 à Mutsamudu et mort le 27 janvier 1984 dans la même ville. 

## Biographie
C'est un descendant du sultan Allaoui en lignée paternelle. Il a est vice-président du conseil des Comores en 1961, député français du 4 mars 1962 au 2 avril 1978(IIe, IIIe, IVe et Ve législature), et il obtient divers postes honorifiques durant la législature du président de la République fédérale islamique des Comores Ahmed Abdallah.
Il est intervenu plusieurs fois à l'assemblée nationale française pour dénoncer l'iniquité, selon lui, de la répartition des aides accordée aux différents territoires, tout en soulignant la situation problématique, économique et sociales, aux Comores.
Il est Président du Directoire politico-militaire de la République fédérale islamique des Comores du 23 mai 1978 au 3 octobre 1978.
Il est décédé le 27 janvier 1984 à la suite d'une brusque attaque cardiaque mal soignée.

## Famille
Il est l'oncle de l'homme politique Abdallah Mohamed.